# I Will Warm Your Heart
Albums de Charles Aznavour
You and Me
(1995)
I Will Warm Your Heart est un album studio posthume de Charles Aznavour sorti le 10 mai 2024. C'est son 92e et dernier album studio (son 14e album en anglais). Il regroupe des chansons enregistrées en 1975.

## Composition
L'album est constitué de 12 titres enregistrés principalement lors d'une session avec Del Newman en mars 1975, au studio Nova Sound Recording Studio à Londres. Offrant une ambiance de jam unique, cet enregistrement n'a malheureusement jamais vu le jour, laissant la place aux sorties des albums I Sing For... You et Hier... encore un peu plus tard cette année-là. Parmi les morceaux enregistrés lors de cette session, on retrouve A Young Girl et And So I Wait, deux chansons totalement inédites. Les autres titres de l'album sont de nouvelles versions de chansons enregistrées précédemment par Aznavour. Les multipistes ont été mixés en mai 2023 au studio Tonehouse à Paris, faisant de cet album le 92e et dernier album studio de Charles Aznavour.

## Liste des titres
1. "A young girl" (3:15)[4]
2. "All those pretty girls" (2:52)
3. "I know I'm wrong" (2:34)
4. "Let's turn off the light" (3:57)
5. "And so I wait" (4:11)
6. "I will warm your heart" (2:40)
7. "It will be my day" (4:45)
8. "The time we've known" (4:00)
9. "For Mama" (3:10)
10. "Our love my love" (3:25)
11. "Until tomorrow come" (2:59)
12. "And I in my chair" (3:52)